# Quận của tỉnh Aude
3 quận của tỉnh Aude gồm:
1. Quận Carcassonne, (tỉnh lỵ của tỉnh Aude: Carcassonne) với 18 tổng và 207 xã. Dân số của quận này là 137.221 người năm 1990, 141.890 người năm 1999, tăng trưởng dân số là 3.4%.
2. Quận Limoux, (quận lỵ: Limoux) với 8 tổng và 149 xã. Dân số của quận này là 42.247 người năm 1990, và 41.489 người năm 1999, tăng trưởng dân số là 1.79%.
3. Quận Narbonne, (quận lỵ: Narbonne) với 9 tổng và 82 xã. Dân số của quận này là 119.244 người năm 1990, và 126.391 người năm 1999, tăng trưởng dân số là 5.99%.